# 李国平 (数学家)
李国平（1910年11月15日—1996年2月8日），原名海清，字慕陶，男，广东丰顺人，中国数学家、詩人，中国科学院院士。曾任武漢大學副校長。

## 生平
李国平于1910年11月15日生于广东省丰顺县砂田镇黄花村  。少时家贫，10岁前读私塾，启蒙老师为学者李福田。11岁时由伯父李介承带往广州，进当时的南海第一高小学习，后又考入中山大学附中的前身广东省高等师范附中。入学时成绩优异，唯数学仅15分而甚苦。初中二年级开始，得刘君罴授以自学之法，并赠《温德华氏小代数》书，自此酷爱数学。1927年在中山大学预科学习，1929年在中山大学数学天文系学习，大学期间得到赵进义、刘俊贤两位教授栽培。从17岁进高一到大学毕业的7年时间，他为生计所迫，半工半读。
1933年毕业于中山大学数学天文系。毕业后即受聘于广西大学数学系任讲师。1934年至1936年东渡日本，在东京帝国大学读研究生，得到系主任竹内端三及辻正次教授的指导。在此期间，因文会友，与中国数学家熊庆来结为忘年交。1937年，李国平经熊庆来提名推荐任中华教育文化基金会研究员，派赴法国巴黎大学庞加莱（Poincaré）研究所工作。
1939年李国平回中国，任四川大学数学系教授。1940年起歷任国立武汉大学数学系教授、系主任、副校长、校务委员会副主任、数学研究所所长。1955年当选为中国科学院学部委员。1956年，李国平担任中国科学院武汉数学研究室主任，中国科学院数学计算技术研究所所长。同年，加入中国共产党，当选为全国先进工作者。
1977到1980年，李国平担任武汉大学计算机科学系第一任系主任（1977年－1980年），武汉大学计算机科学研究所第一任所长（1978年－1980年），武汉大学副校长（1978年－）。
1977年，李国平担任武汉大学副校长、校务委员会副主任、数学系主任、数学研究所所长。1979年，任中国科学院武汉数学物理研究所所长，国家科委武汉计算机培训中心主任。1979年，李国平任《数学物理学报》主编，先后担任《数学年刊》副主编、《数学杂志》名誉主编、《系统工程与决策》名誉主编。
1986年，李国平任中国科学院武汉数学物理研究所名誉所长。1991年，李国平担任中国科学院武汉物理研究所波谱与原子分子物理国家重点实验室研究员与顾问。
在进行科学研究的同时，他寫了很多诗词和书法，间有画作和音乐。他的诗以五言古诗为主；1983年开始作词，并致力于词的研究，认为词非诗余，实为诗综。他始自词觅诗，复又自诗觅词，撰有《词中诗辑要》、《苏东坡诗中词百首》两部著作。
1996年2月8日在武汉病逝，享年86岁。

## 社会兼职
湖北省科学技术协会副主席、顾问，国家科学技术委员会数学学科组成员，国家科学技术委员会武汉计算机培训中心主任，中国系统工程学会副理事长兼学术委员会主任，中国数学会理事、副会长、名誉理事，湖北省暨武汉市数学会名誉理事长，中国数学物理学会会长，《数学物理学报》主编，《数学年刊》副主编，《数学杂志》及《系统工程与决策》名誉主编，韶关大学名誉校长，第四、五、六届全国人民代表大会代表。

## 家庭
李国平的父亲擅长裁缝手艺。李国平原配夫人朱耳端不幸早故，继室郑若川生有五子二女，子女中長、幼都是女儿。
長女李小川，华科大英文教师，多年翻译科技英语，副译审。
长子李德华，毕业于武汉大学数学系，现为华中科技大学人工智能研究所所长，二级教授、博导。
二子李汉鑫，退休前是武汉交通职业学院计财处处长。
三子李行健，是武大电子信息学院工程师兼湖北爱乐乐团团长。
四子李工真，现为武汉大学历史系二级教授、博导，被誉为武汉大学“四大名嘴”之一，主攻德国历史。
五子李工宝，华师大数学与统计学院院长、二级教授、博导。
幼女李工勤，在美国获得数学博士学位，爾後前往麻省理工学院（MIT）工作。